# 黃郁豈
黃郁豈（2002年10月7日—），臺中人，台灣羽球運動員。

## 球員生涯
黃郁豈來自臺中，因為跟爸爸去運動開始打羽球，後加入校隊。國中起赴台北就讀臺北大同高中國中部、松山高中接受羽球訓練，高二成為甲組球員。現就讀國立臺灣體育運動大學競技學院球類運動系，效力合作金庫羽球隊。

### 2022－2023年：巡迴賽首冠
2022年，初次參與全國大專校院運動會奪得金牌；下半年前往歐洲，參加比利時、波蘭、保加利亞、荷蘭跟捷克等國際賽，在保加利亞國際賽摘銅、捷克公開賽奪銀。
2023年，黃郁豈在第一次全國羽球排名賽男單冠軍戰對決蟬聯兩屆冠軍的中租北市大李佳豪，成功以2比1（11-21、21-9、21-11）逆轉勝，奪得生涯首座全國排名賽男單冠軍。同年在丹麥羽毛球大師賽決賽以2比0（21-18，21-13）擊敗馬克·卡爾尤，收穫生涯首座國際賽事冠軍。9月，黃郁豈在越南羽毛球公開賽決賽以直落二（21-13、21-17）擊敗日本的大林拓真，首度於世界羽聯世界巡迴賽奪冠。

## 評價
合作金庫羽球隊總教練廖國茂曾指出黃郁豈是一位頭腦很好且靈活的球員，雖然沒有致勝一拍的重擊，但是打球很黏，尤其網前手感特別好，搓球、放球的質量也很好，而且四角拉吊打得也夠準；中華台北羽球代表隊男單教練欒勁亦曾評價黃郁豈與同齡選手相比更為老道、節奏控制地很好、防守也不錯，但因為身材劣勢致攻擊缺乏力度。

## 主要比賽成績
只列出曾進入準決賽的國際賽事成績：
| 年份   | 賽事                 | 公開賽級別 | 項目     | 成績   |
| ------ | -------------------- | ---------- | -------- | ------ |
| 2022年 | 保加利亞羽毛球國際賽 | 未來系列賽 | 男子單打 | 準決賽 |
| 2022年 | 捷克羽毛球公開賽     | 國際系列賽 | 男子單打 | 亞軍   |
| 2023年 | 斯洛維尼亞羽球公開賽 | 國際挑戰賽 | 男子單打 | 季軍   |
| 2023年 | 奧地利羽毛球公開賽   | 國際系列賽 | 男子單打 | 亞軍   |
| 2023年 | 丹麥羽毛球大師賽     | 國際挑戰賽 | 男子單打 | 冠軍   |
| 2023年 | 聖但尼羽球公開賽     | 國際挑戰賽 | 男子單打 | 亞軍   |
| 2023年 | 越南羽毛球公開賽     | 超級100賽  | 男子單打 | 冠軍   |
| 2023年 | 高雄羽球大師賽       | 超級100賽  | 男子單打 | 準決賽 |

| 2018-2026年 | 總決賽 | 超級1000賽 | 超級750賽 | 超級500賽 | 超級300賽 | 超級100賽 | 國際挑戰賽 | 國際系列賽 | 未來系列賽 | 其他 |

## 外部連結
- 黃郁豈在BWFBadminton.com（英语）
- 黃郁豈在BWF.TournamentSoftware.com（英语）
- 黃郁豈在Flashscore（英语）